# Ниса-Клодзька

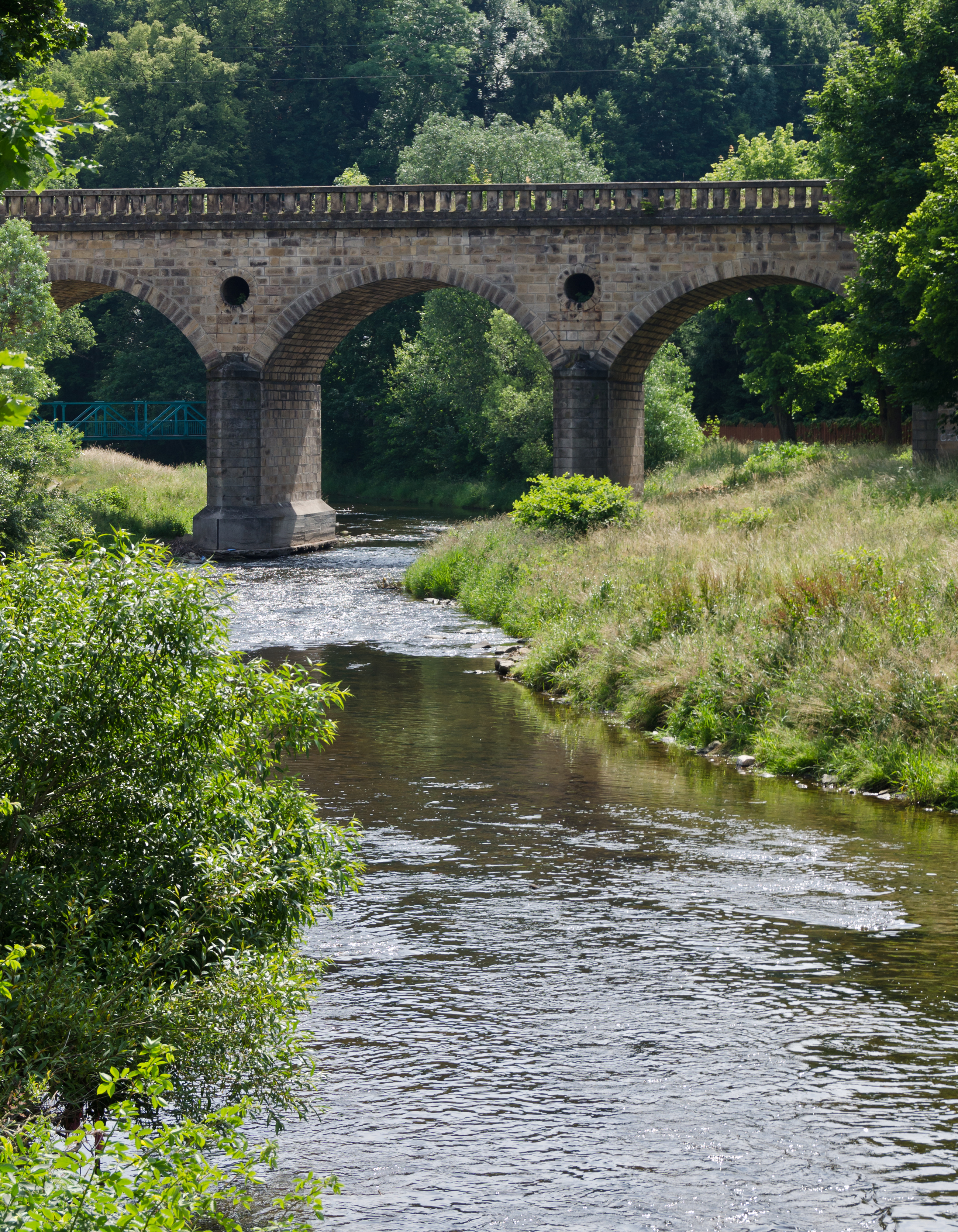
Міст в Бистшице-Клодської

 Ниса-Клодзька  (пол. Nysa Kłodzka, нім. Glatzer Neisse, чеськ. Kladská Nisa) — річка в південно-західній частині  Польщі, ліва притока Одри.

## Географія
Бере початок на схилах Труйморського піку гірського хребта Снєжнік в Судетах, поблизу кордону з Чехією. Тече по території Нижньосілезького і  Опольського воєводств через міста М'єндзилесе, Бистшиця-Клодзька, Клодзко,  Бардо, Пачкув, Отмухув, Ниса, Левін-Бжеський. Впадає в Одру поблизу селища Рибна, на південний схід від міста Бжег.
Довжина річки становить 181,7 км, площа водозбірного басейну — 4565 км² (3744 км² в Польщі). Середня витрата води — 50 м³ / сек. Висота витоку становить 1006 м, висота гирла — 139 м над рівнем моря.
На Нисі-Клодзькій створені два водосховища — Отмуховське (Jezioro Otmuchowskie) і Ниське (Jezioro Nyskie). Отмуховске, площею в 20 км², було створено в 1926–1932 роках. Ніске, площею в 22 км², з'явилося в 1971 році.

## Повені, зафіксовані в хроніках Клодзко
- XIV століття: 1310
- XV століття: 1441, 1464, 1474
- XVI століття: 1500, 1522, 1524, 1560, 1566, 1570, 1587, 1589, 1591, 1598,
- XVII століття: 1602, 1603, 1605, 1610, 1611, 1612, 1625, 1646, 1652, 1655, 1689, 1693, 1696
- XVIII століття: 1702, 1703, 1713, 1724, 1735, 1736, 1740, 1755, 1763, 1767, 1775, 1785, 1787, 1789, 1799
- XIX століття: 1804, 1806, 1827, 1828, 1829, 1831, 1850, 1854, 1879, 1881, 1883, 1891, 1897
- XX століття : 1900, 1903, 1907, 1938, 1952, 1997, 1998

### Великі повені
- 1598 рік — проливні дощі викликали сильний зсув берегів річки в Бардо, в результаті чого місто було затоплене, а річка змінила своє русло.
- 1997 рік — Повінь тисячоліття — по річці прокотилася 9-метрова хвиля, яка затопила Клодзко. Середня витрата води в річці збільшилася з 50 м³/с до 1500 м³/с, були затоплені також Ніса, Левін-Бжеський, численні села в басейні річки. Ниса зробила свій «внесок» і у значне збільшення рівня води в річці Одра, яка затопила Вроцлав.